# Zones industrielles en Éthiopie
L’Éthiopie fait partie des pays africains qui modernisent ses parcs industriels au cours des années 2010 - 2020.

## Histoire

### Contexte
L'Éthiopie est le deuxième plus grand pays d'Afrique subsaharienne en population et environ la cinquième plus grande économie. Le pays, à travers d'importantes réformes structurelles et économiques, connait une croissance de 10,5 % en moyenne par an de 2005/06 à 2015/16, contre une moyenne régionale de 5,4 pour cent. Une croissance économique élevée s'accompagne de la réduction de la pauvreté dans les zones urbaines et rurales. En 2000, 55,3 % des Éthiopiens vivaient dans une pauvreté extrême, mais en 2011, ce chiffre était de 33,5 %. Le pays demeure cependant encore parmi les pays aux revenus les plus faibles.

### Parcs et zones industrielles
Malgré une histoire récente des parcs industriels, le gouvernement éthiopien a développé des parcs industriels tels le Hawassa Industrial Parc (HIP) avec une grande vitesse. 
Des incitations envers l'investisseur étranger et les manufacturiers se traduisent par des mesures entourant les parcs (aides au recrutement de main-d'œuvre, logement, la formation, construction rapide d'un nouvel aéroport et projet d'extension d'une ligne de chemin de fer). 
De l'expérience des précédents parcs et d'autres pays, des ajustements sont réalisés dans la politique des parcs industriels sur la base des erreurs de premiers parcs tels Bole Lemi 1 (le premier parc industriel géré par l'État d'Éthiopie), notamment l'utilisation d'un seul entrepreneur chinois pour accélérer la construction. L’Éthiopie planifie ses futurs parcs industriels publics et privés à travers son territoire selon la répartition des populations. 
D'autre part, des politiques de service à guichet unique et zéro rejet de liquide sont implémentées par exemple à HIP. Des associations d'usagers et des discussions entre les principaux décideurs et l'association, remontent les préoccupations des opérateurs. Les parcs sont aussi organisés par branches d'activités et spécialités avec promotion des filières en amont (agroparcs intégrés, filières horticoles, agricoles…).

## Liste des zones industrielles
Une liste non exhaustive des zones industrielles en Éthiopie peut être divisée en 3 grands ensembles.

### Parcs et zones industrielles opérationnels et en activité
Hawassa , T ( 2016, 300 (140 ha), 52 h Hawassa#.10 ) • Eastern  (... ha, @ Dukem) • Huaijan  (... ha, Huaijan) • Kombolcha  (... ha, @ Kombolcha#.3) • Adama  (... ha, @ Adama#.8) • Georges Shoe  (... ha, Mojo) • Mékélé  (... ha, @ Mékélé#.11) • Velocity  (... ha, Mékélé) • DBL  (78 ha, Mékélé#.11) • Bole Lemi I  (78 ha, @ Addis-Abeba#.1)

### Parcs et zones industrielles opérationnels et sans activité
Kilinto  (??ha, @ Addis-Abeba#.1) • Bole Lemi II  (??ha, @ Addis-Abeba#.1) • Jimma  (... ha, @ Jimma#.8)

### Non opérationnels et sans activité
Bahir Dar  (... ha, @ Bahir Dar#.3) • Sunshine  (... ha, Sunshine) • Kingdom  (... ha, Kingdom) • CGCOC  (... ha, CGCOC) • Aysha  (... ha, @ Aysha) • Alage  (... ha, @ Alage#.8) • Dire Dawa  (... ha, @ Dire Dawa) • CCECC  (... ha, CCECC) • Arerti  (... ha, @ Arerti#.3 ) • Debre Berhan  (... ha, @ Debre Berhan#.3) • Bulbula (... ha, Bulbula#.8) • Yirgalem (... ha, Yirgalem#.12) • Baeker (... ha, Baeker) • Bure (... ha, Bure#.3)
Légendes:
(Localité# 10: Région) (#.1: Addis-A) • (#.2: Afar)) • ((#.3: Amhara) • (#.4: B.Gumuz) • (#.5: Dire Dawa) • (#.6: Gambela) • (#.7: Harar) • (#.8: Oromia) • (#.9: Somali) • (#.10: SNNPR) • (#.11: Tigré) • (#.12: Sidama)
 : Zones industrielles Publiques /  : Zones industrielles privées) 
(Spécialisé en : T: Textile, Ph: Pharmacie) • (2016 : Année de construction, 327 ha : Surface totale (hectares), (156) ha : Surface aménagée (hectares), 20h : Nombre de hangars) 

## Les constructeurs de parcs
Le parc de Mojo a été construit par le fabricant taïwanais George shoe.
DBL a été construit avec un groupe du Bangladesh.